# Creede
Creede és una població dels Estats Units, seu del comtat de Mineral, a l'estat de Colorado. Segons el cens del 2000 tenia 377 habitants.

## Demografia
Segons el cens del 2000, Creede tenia 377 habitants, 181 habitatges, i 106 famílies. La densitat de població era de 238,6 habitants per km².
Dels 181 habitatges en un 19,3% hi vivien nens de menys de 18 anys, en un 46,4% hi vivien parelles casades, en un 8,8% dones solteres, i en un 41,4% no eren unitats familiars. En el 33,1% dels habitatges hi vivien persones soles el 12,2% de les quals corresponia a persones de 65 anys o més que vivien soles. El nombre mitjà de persones vivint en cada habitatge era de 2,08 i el nombre mitjà de persones que vivien en cada família era de 2,7.
Per edats la població es repartia de la següent manera: un 19,1% tenia menys de 18 anys, un 5% entre 18 i 24, un 26,3% entre 25 i 44, un 33,7% de 45 a 60 i un 15,9% 65 anys o més.
L'edat mediana era de 45 anys. Per cada 100 dones de 18 o més anys hi havia 98,1 homes.
La renda mediana per habitatge era de 30.893 $ i la renda mediana per família de 34.125 $. Els homes tenien una renda mediana de 27.250 $ mentre que les dones 17.250 $. La renda per capita de la població era de 21.801 $. Entorn del 12,2% de les famílies i el 13,4% de la població estaven per davall del llindar de pobresa.

## Poblacions més properes
El següent diagrama mostra les poblacions més properes.